# Urophyllum blumeanum
Urophyllum blumeanum är en måreväxtart som först beskrevs av Robert Wight, och fick sitt nu gällande namn av Joseph Dalton Hooker. Urophyllum blumeanum ingår i släktet Urophyllum och familjen måreväxter. Inga underarter finns listade i Catalogue of Life.